# Mijo (Better Call Saul)
«Mijo» es el segundo episodio de la primera temporada de la serie de televisión estadounidense de drama Better Call Saul, la serie derivada de Breaking Bad. Escrito por el cocreador de la serie Peter Gould y dirigido por Michelle MacLaren, «Mijo» se emitió en AMC en Estados Unidos el 9 de febrero de 2015, una noche después del estreno de la serie. Fuera de Estados Unidos, el episodio se estrenó en el servicio de streaming Netflix en varios países. El título se refiere al término en español de cariño mijo, una contracción de «mi hijo».
Este episodio marca la primera aparición de Michael Mando (Nacho Varga).

## Trama
Tuco Salamanca está preparando salsa en su cocina cuando su abuela regresa después de huir de Cal y Lars. Aunque accidentalmente timaron a la conductora equivocada, Cal y Lars la siguen a su casa y reclaman falsamente lesiones graves de su accidente de atropello. Exigen dinero a la abuela de Tuco y la siguen hasta su casa. Tuco envía a su abuela arriba a su habitación y luego usa su bastón para golpear y dejar inconscientes a Cal y Lars. Arregla que Ignacio «Nacho» Varga, No-Doze y Gonzo vengan con una camioneta para recoger a Cal y Lars. Jimmy McGill llega en busca de Cal y Lars, y Tuco abre la puerta principal y lo arrastra adentro a punta de pistola.
Tuco cuestiona a Jimmy, quien insiste en que Cal y Lars no atacaron intencionalmente a la abuela de Tuco. Tuco le permite a Jimmy ver a Cal y Lars, que están atados en el sótano, pero cuando Jimmy le quita la mordaza a uno de ellos, inmediatamente implica a Jimmy en la estafa. Tuco y sus hombres llevan a Jimmy, Cal y Lars al desierto y continúan interrogando a Jimmy. Pensando rápidamente, Jimmy le dice a Tuco que es abogado, pero cuando Tuco no le cree y amenaza con cortarle un dedo, Jimmy afirma falsamente que es un agente del FBI. Nacho sospecha y amenaza a Jimmy nuevamente, por lo que Jimmy vuelve a admitir la verdad: es un abogado que tenía la intención de estafar a los Kettleman. Nacho convence a Tuco de que esta es la verdad y que matar a un abogado atraería atención no deseada. Tuco libera a Jimmy, pero se mueve para matar a Cal y Lars. Jimmy convence a Tuco de que les perdone la vida y le dice que solo le rompa una pierna a cada uno como castigo.
Después de llevar a Cal y Lars a un hospital, Jimmy se encuentra con una mujer para una cita en un bar. Los palitos de pan de un cliente le recuerdan a Jimmy las piernas rotas que sufrieron Cal y Lars, por lo que se excusa y vomita en el baño. Más tarde, un intoxicado Jimmy llega a la casa de Chuck y se olvida de dejar su teléfono celular en el buzón antes de desplomarse en el sofá. Debido a la hipersensibilidad electromagnética de Chuck, arroja el teléfono celular de Jimmy al patio. A la mañana siguiente, Chuck admite haber visto la factura del hospital de los hermanos. Jimmy le asegura a Chuck que no volverá a las estafas de «Resbaladizo Jimmy» que solía hacer.
Después de varios días en la corte, Jimmy regresa a su oficina y ve que no tiene mensajes. Una de las empleadas del salón de belleza le dice que ha llegado un cliente: Nacho. Nacho le dice a Jimmy que quiere robar los USD $1,6 millones robados por los Kettleman, de donde le pagará a Jimmy si lo ayuda. Jimmy insiste en que es un abogado, no un criminal. Nacho escribe su número en una de las cajas de cerillas de Jimmy y le dice que le avise cuando se dé cuenta de que está «en el juego».

## Producción
El episodio fue escrito por el cocreador y productor ejecutivo de la serie Peter Gould, quien originalmente escribió el episodio que presentó a Saul Goodman en la segunda temporada de Breaking Bad. Fue dirigido por Michelle MacLaren, la directora más prolífica de Breaking Bad, dirigiendo 11 episodios y también fue productora ejecutiva.